# برند فريدمان
برند فرايدمان (بالألمانية: Bernd Friedmann)‏ هو ملحن ومنتج أسطوانات وموسيقي ألماني، ولد في 1965 في كوبورغ في ألمانيا.

## وصلات خارجية
- الموقع الرسمي
- برند فرايدمان على موقع IMDb (الإنجليزية)
- برند فرايدمان على موقع ميوزك برينز (الإنجليزية)
- برند فرايدمان على موقع أول ميوزيك (الإنجليزية)
- برند فرايدمان على موقع ديسكوغز (الإنجليزية)